# Microlaimus naidinae
Microlaimus naidinae is een rondwormensoort uit de familie van de Microlaimidae. De wetenschappelijke naam van de soort is voor het eerst geldig gepubliceerd in 1978 door Tchesunov.